# Lai da Curnera
Der Lai da Curnera ist ein Stausee im Val Curnera im  Schweizer Kanton Graubünden in der Gemeinde Tujetsch. 

## Geographie
Er bildet mit den Stauseen Lai da Sontga Maria und Lai da Nalps in den benachbarten Tälern ein einziges durch Röhren zusammenhängendes wasserwirtschaftliches System.
Die nächstgelegene Ortschaft ist Tschamut. Der See liegt etwa 2,5 km südlich davon. Zu erreichen ist der See über den Oberalppass. Beim Weiler Surpalits zweigt eine kleine Bergstrasse Richtung Lai da Curnera ab, die mit einem Fahrverbot belegt ist. Eine Barriere verhindert die Zufahrt für Unberechtigte.

## Trivia
Im Kinofilm Edge of Tomorrow (2014) dient die Talsperre als vermeintliches Alien-Versteck.

## Bilder

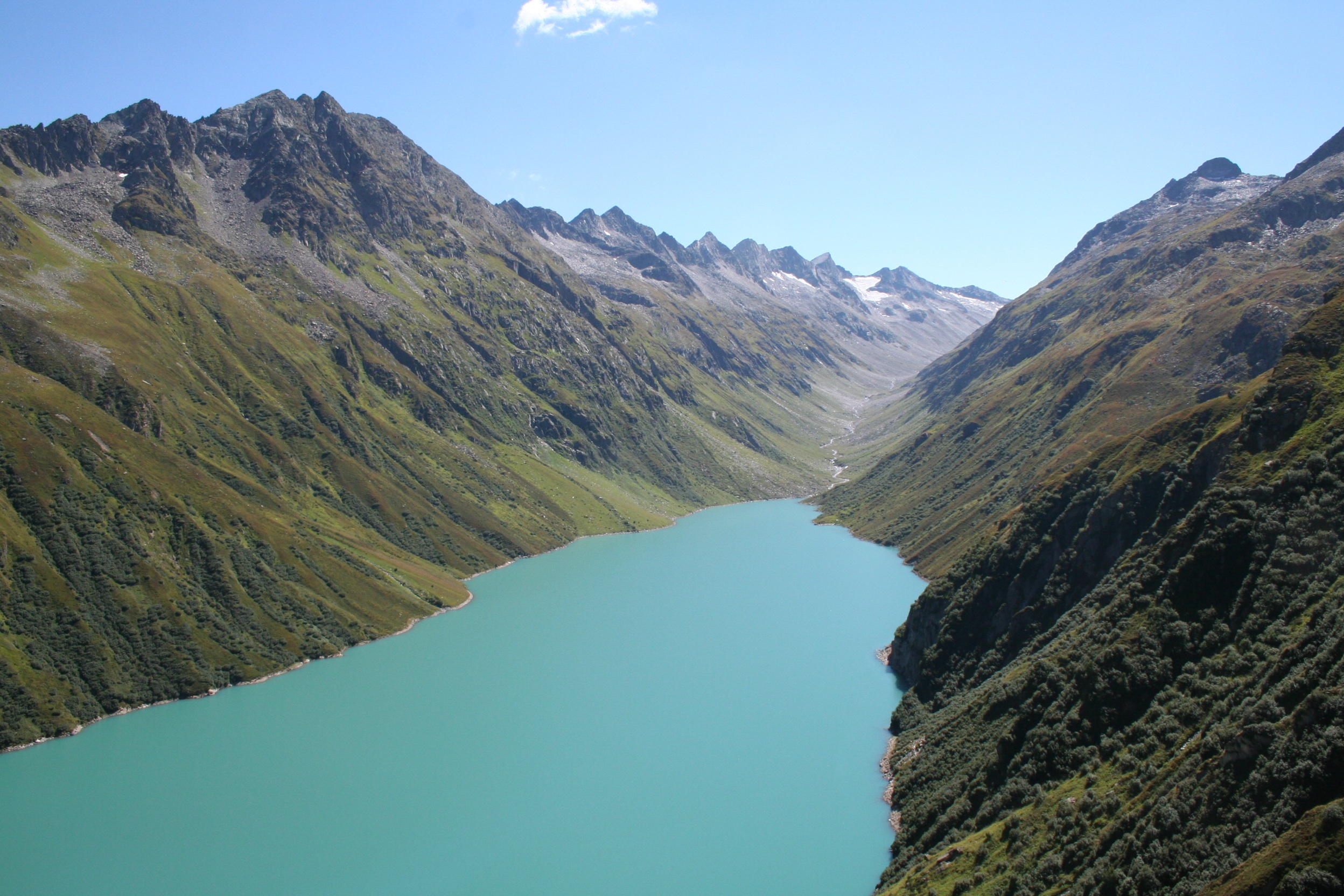
Blick nach Süden
Historisches Luftbild von Werner Friedli (1967)